# Гамильтон (округ, Флорида)
Га́мильтон (англ. Hamilton county) — округ штата Флорида Соединённых Штатов Америки. Согласно переписи населения 2020 года в округе проживало 14 004 человек.

## История
Округ Гамильтон был сформирован в 1827 году. Он был назван в честь Александра Гамильтона, первого министра финансов США.